# Minions: The Rise of Gru
Minions: The Rise of Gru (Minions: el origen de Gru en España y Minions: nace un villano en Hispanoamérica) es una película de comedia animada por computadora estadounidense de 2022 producida por Illumination y distribuida por Universal Pictures. Es la secuela de la precuela derivada Minions (2015) y la quinta película en general de la franquicia Despicable Me. Dirigida por Kyle Balda, con Brad Ableson y Jonathan del Val como codirectores, la película presenta a Steve Carell retomando su papel de Gru y Pierre Coffin como los Minions, con Taraji P. Henson, Michelle Yeoh, RZA, Jean-Claude Van Damme, Lucy Lawless, Dolph Lundgren, Danny Trejo, Russell Brand, Julie Andrews y Alan Arkin (en su último papel cinematográfico antes de su muerte en junio de 2023) también protagonizan.
Después de retrasarse dos años debido a la pandemia de COVID-19, Minions: The Rise of Gru tuvo su estreno mundial en el Festival Internacional de Cine de Animación de Annecy el 13 de junio de 2022 y se estrenó en los Estados Unidos el 1 de julio de 2022 por Universal Pictures, en cines IMAX estándar y selectos. Recibió reseñas positivas de la crítica, algunos considerándola una mejora con respecto a su predecesora, y alabaron sus números musicales y su valor de entretenimiento para las familias, aunque algunos criticaron la trama. La película ha recaudado 940,3 millones de dólares en todo el mundo, lo que la convierte en la quinta película más taquillera de 2022.

## Argumento
A principios de febrero de 1976, Gru, de 11 años, planea convertirse en un supervillano, con la ayuda de los Minions, a quienes ha contratado para que trabajen para él. Gru está extasiado cuando recibe una invitación a una audición de los Vicio 6, un equipo de supervillanos liderado por Belle Bottom, que espera encontrar un nuevo miembro para reemplazar a su fundador, el supervillano Willy Kobra, luego de su traición y la presunta muerte de Kobra durante un atraco para robar el Medallón del Zodíaco, una joya relacionada con el zodíaco chino. La entrevista de Gru sale mal, ya que es ridiculizado por su corta edad. Sin embargo, para gran indignación de los Vicio 6, logra robar la piedra y escapa con Kevin, Stuart y Bob, entregando el medallón a otro Minion, Otto, para que lo guarde.
Después de escapar a su guarida en el sótano de su casa, Gru descubre que Otto ha cambiado el medallón por un rocaamiggo, lo que hace que despida a los Minions con ira antes de ir solo a buscar la piedra a pesar de las protestas de Kevin. Sin embargo, Kobra, que se revela que está vivo, secuestra a Gru antes de llevarlo a San Francisco e informa a los Minions que si no le dan la piedra dentro de las 48 horas, Gru será asesinado.
Kevin, Stuart y Bob intentan localizar el medallón sin éxito y se van a San Francisco para rescatar a Gru, mientras que Otto se va en busca de un motociclista al darse cuenta de que tiene el medallón como collar. Cuando llegan a la casa de Kobra, son perseguidos por sus secuaces hasta el barrio chino de la ciudad, donde Chow, una ex maestra de kung-fu que ahora se gana la vida en una clínica de acupuntura, los rescata. Chow decide enseñarles kung fu después de que le ruegan que lo haga, pero los tres resultan ser estudiantes incompetentes. Terminando prematuramente su entrenamiento, el trío regresa a la casa de Kobra para rescatar a Gru. Mientras tanto, Otto logra alcanzar al motociclista en el Valle de la Muerte, quien le devuelve el medallón y lo lleva a San Francisco.
Gru comienza a vincularse con Kobra después de que los matones de este último lo abandonan, y luego salva a Kobra de ser devorado vivo por cocodrilos. Enseñándole a Gru cómo ser un villano, los dos deciden robar el Banco Local del Mal y logran llevarse la Mona Lisa. Mientras están en el atraco, los Vicio 6, al darse cuenta de que Kobra está vivo, destruyen su casa en un intento por encontrarlo. Al no poder hacerlo, se dirigen hacia un barrio chino, con Kevin, Stuart y Bob persiguiéndolos. Al regresar a su casa destruida, Kobra, conmocionado, lamenta la traición de sus amigos y decide abandonar la villanía y enviar a Gru lejos.
Durante un desfile del Año Nuevo chino en el barrio chino, Otto y Gru se encuentran con el medallón, pero son acorralados por los Vicio 6, quienes a su vez se enfrentan a agentes de la Liga Anti-Villanos. Sin embargo, después de que el reloj marca la medianoche, los Vicio 6 usan la piedra para convertirse en versiones superpoderosas de animales del Zodíaco y secuestran a Gru, planeando matarlo atándolo a una torre de reloj para destrozarlo. Kevin, Stuart y Bob logran encontrar a Gru, pero son conviertidos en un conejo, un gallo y una cabra, respectivamente. Sin embargo, Kobra regresa y lucha contra los Vicio 6 con los Minions. Animados por las enseñanzas de Chow, Kevin, Stuart y Bob encuentran su bestia interior y logran derrotar a la mayoría de los Vicio 6, pero Kobra es gravemente quemado por Bottom cuando intenta recuperar la piedra. Otto logra salvar a Gru, quien usa la piedra para convertir los Vicio 6 en ratas. Los Vicio 6 son arrestados, incluido Kobra, quien es llevado a un hospital y aparentemente sucumbe a sus heridas.
En el funeral de Kobra, Gru hace un sincero elogio, pero se llena de alegría cuando se revela que Kobra fingió su muerte. Más tarde, él y Gru se marchan con los Minions. En una escena de mitad de créditos, tiempo después del funeral falso, Gru intenta contratar al Dr. Nefario en agradecimiento por un invento suyo que lo ayudó a robar la piedra (mientras nota que está cesante por la clausura de la disquera). Nefario originalmente se niega, pero cambia de opinión después de que Gru y los Minions ruegan, y les da un paseo en una aeronave.

## Reparto
- Pierre Coffin como Kevin, Stuart, Bob, Otto y los Minions, los traviesos secuaces amarillos de Gru.[8]
- Steve Carrell como Gru, un aspirante a supervillano y el nuevo jefe de los Minions.[8]
- Taraji P. Henson como Donna Disco (Belle Bottom en inglés), la nueva líder de los Vicious 6.[9]
- Michelle Yeoh como la Maestra Chow, una acupunturista y ex-maestra de kung-fu.[10]
- RZA como un motociclista que se hace amigo de Otto en el camino a San Francisco.[11]
- Jean-Claude Van Damme como Pierre Pinza (Jean Clawed en inglés), un miembro de los Vicious 6 con una gigante mano de langosta mecánica.[9]
- Lucy Lawless  como Nun-chuck (Sor-chaku en España y Sor Chaco en Hispanoamérica), una monja y miembro de los Vicious 6 que usa nunchakus.[9]
- Dolph Lundgren como Svenganza (Svengeance en inglés), un patinador sobre ruedas miembro de los Vicious 6.[9]
- Danny Trejo como Stronghold (Puñacos en España y Manos de Acero en Hispanoamérica), un miembro de los Vicious 6 con grandes puños de hierro.[9]
- Russell Brand como el Dr. Nefario, un científico distraído que dirige una tienda de discos llamada Criminal Records y eventualmente se convierte en el asistente de Gru en el futuro.[10]
- Julie Andrews como Marlena, la madre de Gru.[10]
- Alan Arkin como Wild Knuckles (Wild Knudillos en España y Willy Kobra en Hispanoamérica), el exlíder de los Vicious 6.[9]

Adicionalmente, Will Arnett y Steve Coogan retomaron sus papeles como el Sr. Perkins (Axel Kuschevatzky en Hispanoamérica), un trabajador bancario que luego se convertiría en el presidente del Banco Local del Mal, y Silas Ramsbottom (Silas Pietraseron en Hispanoamérica y Silas Maculo en España), un agente que luego se convertiría en el director de la Liga Anti-Villanos. Jimmy O. Yang, Kevin Michael Richardson y John DiMaggio dan voz a tres de los secuaces de Willy Kobra, y Raymond S. Persi da voz a Brad, un niño cumpleañero con quien Otto intercambia el medallón por una piedra mascota.

## Producción

### Desarrollo
En enero de 2017, Universal Pictures e Illumination anunciaron una secuela de su película Minions. En julio de ese mismo año su producción comenzó, añadiendo a Brad Ableson como codirector. En mayo de 2019, su título fue anunciado: Minions: The Rise of Gru.

### Casting
En diciembre de 2019, se anunció que Steve Carell y Pierre Coffin repetirían sus roles, siendo éstos Gru y los Minions, respectivamente.

### Animación
Como respuesta a la pandemia de COVID-19, la producción continuó de forma remota.

## Música
El álbum de la banda sonora de la película se lanzó el 1 de julio de 2022 a través de Decca Records y Verve Label Group. La banda sonora producida por Jack Antonoff consta de varios artistas contemporáneos que cubren éxitos famosos de funk, pop, rock y soul de la década de 1970. "Turn Up the Sunshine" de Diana Ross y Tame Impala fue lanzado como el sencillo principal del álbum el 20 de mayo de 2022. Le siguió la versión de Kali Uchis de "Desafinado" y la versión de St. Vincent de "Funkytown".otras canciones que salen en escenas y no son presentes en el álbum son Cat Scratch Fever de Ted Nugent y Blitzkrieg Bop de Ramones

## Estreno

### En salas de cine
Minions: The Rise of Gru debutó en el Festival Internacional de Cine de Animación de Annecy el 13 de junio de 2022, seguido de un estreno el 25 de junio en el Teatro Chino de Grauman en Los Ángeles. El estreno general de la película estaba originalmente programado para el 3 de julio de 2020, pero debido a la pandemia de COVID-19 y al estado incompleto de la película debido al cierre temporal de Illumination Mac Guff en respuesta a ese evento, se retrasó hasta el 2 de julio de 2021, y luego al 1 de julio de 2022.
Se rumorea que la película fue prohibida en Líbano. A pesar de que la razón detrás de la prohibición no ha sido especificada, usuarios de redes sociales especulen que fue porque el personaje Nun-chuck retrata a las monjas como malvadas.
El estreno en cines chinos de la película reemplazó la escena final con un mensaje que decía que Wild Knuckles fue arrestado y sentenciado a veinte años de prisión, y que Gru "regresó con su familia".

### Marketing
Deadline Hollywood reportó que Universal gastó $285 millones en promoción y asociaciones por la película, la campaña más grande jamás realizada para una película de Despicable Me. La compañía de juguetes Mattel anunció que había firmado un contrato de tres años para crear productos basados en la película. Lego lanzó dos sets para la película en 2020. En 2021 se lanzó una colaboración con Minecraft, que presenta contenido de la película y contenido de la franquicia en general. De igual forma, se realizó una colaboración con la película dentro del juego de Roblox, Adopt Me!. IHOP creó un menú especial basado en la película.

### Medios domésticos
Universal Pictures Home Entertainment lanzó Minions: The Rise of Gru para descarga digital el 2 de agosto de 2022, seguido de DVD, Blu-ray y 4K UHD el 6 de septiembre de 2022. La película está programada para transmitirse en el servicio de transmisión Peacock de NBCUniversal dentro de cuatro meses. de su estreno en cines, como parte de un acuerdo de 18 meses. Luego, la película se trasladaría a Netflix durante diez meses, antes de regresar a Peacock durante los últimos cuatro, en febrero del 2023, fue lanzada en la plataforma HBO Max en América Latina.

## Recepción

### Taquilla
Hasta el 19 de febrero de 2023, Minions: The Rise of Gru ha recaudado $369,6 millones en los Estados Unidos y Canadá, y $570,7 millones en otros territorios, para un total mundial de $940,4 millones. Es la quinta película más taquillera de 2022.
En Estados Unidos y Canadá, se proyectó inicialmente que Minions: The Rise of Gru recaudaría entre $70 y 80 millones en 4,391 salas de cine durante su fin de semana de estreno de cuatro días. Después de recaudar $48,2 millones en su primer día (incluido un estimado de $10,8 millones de los avances del jueves), lo mejor para una película animada entre la pandemia y de la franquicia Despicable Me, las estimaciones se elevaron a $129 millones. Luego debutó con $107 millones (y un total de cuatro días de $123,1 millones), encabezando la taquilla. Su total estableció el récord de fin de semana del Día de la Independencia, superando los $115,9 millones de Transformers: Dark of the Moon en 2011. La película ganó $46,1 millones en su segundo fin de semana (una caída del 57%), terminando en segundo lugar detrás de la recién llegada Thor: Love and Thunder.
La película se estrenó en Australia una semana antes de su estreno en los EE. UU., con un debut de $3,7 millones. Agregó otros 60 mercados internacionales en su segundo fin de semana y ganó $87,2 millones. El primer y segundo fin de semana en alta mar combinados estuvieron un 13% por debajo de Minions (2015) y un 3% por debajo de Despicable Me 3 (2017). Cuatro países (Argentina, Arabia Saudita, Israel y Venezuela) tuvieron el fin de semana de apertura de animación más grande de todos los tiempos. La tendencia popular de TikTok que acompañó su lanzamiento (ver abajo) fue acreditada por el desempeño récord en Israel. En su tercer fin de semana internacional, Minions: The Rise of Gru superó la marca mundial de $400 millones luego de sumar $56,4 millones a su total. En Francia, estableció récords para el día de apertura de animación de Illumination más grande de todos los tiempos, el tercer día de apertura de animación más grande de todos los tiempos y la apertura más grande (incluidos los avances) de 2022. A partir del 10 de julio de 2022, los mercados más grandes de la película incluyen Reino Unido ($22,1 millones), México ($22,1 millones), Australia ($20,2 millones), Alemania ($10,4 millones) y Brasil ($7,3 millones).

### Respuesta de la crítica
En el sitio web del agregador de reseñas Rotten Tomatoes, el 70 % de las 183 reseñas de los críticos son positivas, con una calificación promedio de 6.1/10. El consenso del sitio web dice: «Las grotescas travesuras de Los Minions empiezan a ser molestas a pesar de la inyección de estilo retro de esta secuela, aunque este maratón de chistes locos seguirá deleitando a los más pequeños». Metacritic, que utiliza una media ponderada, asignó una puntuación de 56 sobre 100 basada en 40 críticas, lo que indica "reseñas mixtas o promedio". Audiencias encuestadas por CinemaScore le dieron a la cinta una calificación promedio de "A" en una escala de "A+" a "F", la misma nota que su predecesora, mientras que aquellos en PostTrak dieron una calificación en general positiva de 87%, con un 71% diciendo que definitivamente la recomendarían.
Peter Debruge de Variety le dio a la película una reseña positiva, y escribió: "El público sabe qué esperar, e Illumination cumple, ofreciendo otra dosis de mal comportamiento para sentirse bien." Wendy Ide de Screen International, dando una reseña positiva, dijo que "el atractivo de un montón de Tic Tacs de limón de gran tamaño en gafas de soldadura que se catapultan alrededor del marco perdura, pero es posible que no sostenga otra película." Robbie Collin, de The Daily Telegraph, le dio a la cinta una reseña de cuatro estrellas de cinco, y escribió que "al final, todo es solo parte del aluvión alegre, y en caso de que un boceto no llegue, habrá otro en un par de milisegundos."

### Tendencia de TikTok #Gentleminions
Un popular meme de internet que involucraba a grupos de jóvenes vestidos con trajes como el personaje Gru que asistía a la película con la etiqueta #Gentleminions, comenzó a difundirse en TikTok casi inmediatamente después del estreno de la película. El meme se originó con un grupo de estudiantes de secundaria australianos. Por lo general, se acompaña de la canción Rich Minion del rapero estadounidense Yeat, que se encargó para el tráiler de la película dirigido por Cole Bennett. Grandes grupos se grabaron a sí mismos animando, lanzando plátanos a la pantalla y realizando el característico gesto de los dedos entrelazados de Gru. Varios teatros del Reino Unido prohibieron que grupos de hombres jóvenes con atuendo formal vieran la película debido a su comportamiento disruptivo durante las proyecciones. El meme también fue documentado en los Estados Unidos, Noruega, Singapur, e Israel.
La subcultura sustancial de memes en torno a The Rise of Gru fue señalada por The Face como similar a los memes que rodean la película de superhéroes Morbius, lanzada a principios de 2022. Ambas subculturas de memes se centraron en una apreciación en gran parte irónica de las supuestas fortalezas de dicha película, a menudo al borde del absurdo, pero The Face señaló que el interés en The Rise of Gru se basó en gran medida en un interés genuino en la película, mientras que el interés en Morbius se basó únicamente en la percepción de falta de calidad de este último.
Las cuentas de las redes sociales de Universal Pictures, Illumination y la franquicia han reconocido el meme, y los dos últimos publicaron un video que mostraba a los Minions participando en la tendencia.
PostTrak informó que el 34 % de las audiencias de The Rise of Gru tenían entre 13 y 17 años, un porcentaje inusualmente alto para una película animada. Pamela McClintock de The Hollywood Reporter concluyó que los resultados de la encuesta fueron el resultado de la tendencia de Internet.